# Гершов, Соломон Моисеевич
Соломо́н Моисе́евич Гершо́в (23 сентября 1906, Двинск — 14 июня 1989, Ленинград) — российский и советский художник.

## Биография
Родился в Двинске в семье книжного переплётчика Мовше Берковича Гершова (р. 1881) и его жены Эстер Элиевны Гершовой.
Когда ему было четыре года, его семья поселилась в Витебске. Учился в религиозном и светском училищах. Учился живописи у известного художника Ю. Пэна, затем в Свободных государственных художественных мастерских, ставших позднее известным Витебским художественно-практическим институтом.
C 1922 жил и учился в Петрограде, в Школе общества поощрения художников (до революции известное как Императорское художественное училище). Ученик П. Филонова (1925-27), затем — К. Малевича.
В 1930 году прошла его первая персональная выставка в Ленинграде. Работал художником-оформителем.
В 1930-е и в 1948 году был сослан. Чл. Московской организации Союза художников (1934). Работал в Окнах ТАСС.
Известны его работы как театрального художника (БелГОСЕТ). В 1956 году реабилитирован.
В 1965 и 1972 годах выставлялся за границей.
Марк Шагал сказал о Гершове:

Вы искренне ищете правду в искусстве — и это главное

## Выставки
Основные выставки с участием работ Гершова Соломона Моисеевича:
- 1960 год (Ленинград): Выставка произведений ленинградских художников.
- Февраль 1991 года (Париж): Выставка «Русские художники».
- Сентябрь-октябрь 2016 года (Санкт-Петербург): Выставка «Память. Боль. Библия».

## Произведения
- Витебск (1975)
- Еврейские похороны в Витебске (сер. 1970-х)
- Наполеон в Витебске (1977)
- Моцарт (1977)
- Грузинка (1980)
- Эйнштейн (нач. 1980-х)
- Паганини (1984)
- Микеланджело Буанаротти (1986)
- Бетховен (1986)
- Марк Шагал (1987)

## Семья
Первая жена — Вера Сергеевна Костровицкая (1906—1979), артистка балета, балетный педагог и методист классического балета.
Младший брат — доктор исторических наук Зиновий Моисеевич Гершов (1915—1987).
Племянница — ленинградская художница Инна Гершова-Слуцкая (р. 1956, Черновцы).